# Dòng Thánh Augustinô
Dòng Thánh Augustinô (tiếng Latinh: Ordo Fratrum Sancti Augustini, viết tắt là OSA) là một dòng tu hành khất  trong Giáo hội Công giáo. Dòng được thành lập vào năm 1244 bằng cách quy tụ nhiều nhóm ẩn tu tại vùng Tuscany, nước Ý, những người đang sống theo Luật Thánh Augustinô – bản tu luật được Augustinô thành Hippo soạn thảo vào thế kỷ thứ năm.
Họ thường được biết đến với tên gọi Tu sĩ Augustinô, Tu sĩ Âu-tinh, hoặc ẩn sĩ Âu-tinh, và trước đây được gọi là Dòng ẩn sĩ Thánh Augustinô (tiếng Latinh: Ordo eremitarum sancti Augustini, viết tắt O.E.S.A) cho đến năm 1968. Các tu sĩ của dòng tu này thường thêm ba chữ O.S.A (viết tắt của cụm từ Ordo Sancti Augustini, n.đ. 'thuộc dòng Thánh Augustinô') vào phía sau tên của mình. 
Dòng đặc biệt đã phổ biến việc tôn kính Đức Trinh Nữ Maria với tước hiệu "Đức Mẹ Chỉ Bảo Đàng Lành" (Mater boni consilii) trên toàn thế giới.
Tại mật nghị Hồng y năm 2025, Hồng y Robert Francis Prevost trở thành vị giáo hoàng đầu tiên xuất thân từ Dòng Thánh Augustinô, với tước hiệu Lêô XIV.

### Linh đạo
Linh đạo dòng thánh Augustinô bắt nguồn từ cuộc đời, tu luật, các tác phẩm và giáo huấn của Thánh Augustinô thành Hippo. Tu luật của thánh Augustinô dạy rằng "mục đích chính của việc anh em quy tụ với nhau là để sống hòa thuận trong cộng đoàn, chuyên tâm hướng về Thiên Chúa, với một lòng một ý (Cv 4,32)."

### Khẩu hiệu
Khẩu hiệu của dòng là "một tâm trí và một con tim hướng về Thiên Chúa." (tiếng Latinh: Anima una et cor unum ad Deum)

## Lịch sử hình thành
Vào đầu thế kỷ XIII, nhiều cộng đoàn ẩn tu đã xuất hiện, đặc biệt là ở vùng gần Siena, nước Ý. Những cộng đoàn này thường rất nhỏ (không quá mười người) và gồm toàn giáo dân. Linh đạo nền tảng của họ là sống trong cô tịch và sám hối. Lúc đó, có nhiều nhóm ẩn tu đang sống tại những vùng khác nhau như Tuscania, Latium, Umbria, Liguria, Anh, Thụy Sĩ, Đức và Pháp. Năm 1223, bốn cộng đoàn quanh Siena đã liên kết với nhau, và con số này đã tăng lên thành mười ba trong vòng năm năm.

##### Hợp Nhất Sơ Khai – 1244
Các tu sĩ Dòng Augustinô hình thành trong phong trào khất thực thế kỷ XIII – một hình thức đời sống tu trì mới, nhằm đem lý tưởng tu viện đến với môi trường đô thị, để phục vụ người dân bằng sứ vụ tông đồ. Năm 1243, các ẩn sĩ vùng Tuscany đã xin Đức Giáo hoàng Innocent IV cho hợp nhất các nhóm lại thành một cộng đoàn. Vào ngày 16 tháng 12 năm 1243, Đức Innocent IV đã ban hành sắc chỉ "Incumbit Nobis", một thư mục vụ khuyên nhủ các ẩn sĩ hãy chấp nhận "Luật sống và cách sống của Thánh Augustinô", và bầu ra một Bề trên tổng quyền. Ngài cũng bổ nhiệm Hồng y Riccardo Annibaldi làm người giám sát và cố vấn pháp lý cho họ.

##### Đại Hợp Nhất – 1256
Vào 15 tháng 7 năm 1255, Giáo hoàng Alexanđê IV ban hành sắc chỉ "Cum quaedam salubria", ra lệnh cho nhiều nhóm tu sĩ hợp lại thành một Dòng Ẩn sĩ Thánh Augustinô mới. Những nhóm này bao gồm:
- Các tu sĩ Williamites,
- Một số tu viện thuộc Dòng Thánh Augustinô, chủ yếu ở Ý (bao gồm Tuscany),
- Các tu sĩ Bonites, theo chân phước Gioan Buoni – một thành viên của gia đình Buonuomini,
- Và Các tu sĩ Brittinians (Brictinians) – từ tu viện cổ nhất gần Fano, vùng Marche (Ancona).

Các đại diện của các nhóm này họp tại Rôma ngày 1 tháng 3 năm 1256, và từ đó hình thành một liên hiệp. Lanfranc Septala thành Milan, Bề trên của nhóm Bonites, được bầu làm Bề trên tổng quyền đầu tiên của Dòng mới thành lập. Bề trên tổng quyền hiện nay là cha Alejandro Moral Anton.